# Menodotosz
Menodotosz (1. század vége – 2. század eleje) görög filozófus, orvos.
A szkeptikus filozófia híve volt, mint orvos az empirikus iskolához tartozott. A kis-ázsiai Bithüniából származott, a laodikeiai Antiokhosz tanítványa volt, s Domitianus és Traianus római császárok uralkodása alatt élt részint Rómában, részint a birodalom különböző tartományaiban. Menodotosz vitte be az empirikus orvosi iskola módszerei közé az epilogizmust, azaz az ismert körülményekből az ismeretlenekre való továbbkövetkeztetést. Szkepticizmusából következőleg tagadta, hogy az orvostudomány valamikor az igazi tudomány szintjére emelkedhet, ezért szerinte az orvos célja nem lehet a tudomány előmozdítása, hanem csak az anyagi haszon és a hírnév szerzése. Műveiben, amelyekkel Galénosz behatóan foglalkozott, de amelyek nem maradtak fenn, hevesen támadta a többi orvosi iskola tanait. Figyelemre méltó, hogy érvágást csakis nagyfokú vérbőség esetén tartott indokoltnak, szemben a korában elterjedt általános felfogással.